# Jan Górny (bokser)
Jan Górny (ur. 14 sierpnia 1907 w Gliwicach, zm. 7 maja 1945 w Orglandes) – polski bokser, olimpijczyk.
Walczył amatorsko w latach 1922–1930, a jako bokser zawodowy 1931–1939. Największe sukcesy odniósł w wadze piórkowej, w której wystąpił na igrzyskach olimpijskich w Amsterdamie 1928 dochodząc do ćwierćfinału i mistrzostwach Europy w Budapeszcie 1930, gdzie zajął 4. miejsce.

## Życiorys
Był czterokrotnym mistrzem Polski: 1926 w wadze koguciej i 1928, 1929 i 1930 w wadze piórkowej. Siedem razy wystąpił w reprezentacji Polski (4 zwycięstwa i 3 porażki). Dwukrotnie znalazł się w pierwszej dziesiątce Plebiscytu „Przeglądu Sportowego”: w 1928 na 10. miejscu i w 1929 na 9. miejscu.
Jako bokser zawodowy walczył w wadze lekkiej. Podobno stoczył ok. 30 walk zawodowych. Niekompletny wykaz walk nie pokazuje sukcesów (2 wygrane, 3 remisy i 5 porażek).
W rzeczywistości Jan Górny stoczył jako profesjonał prawie 40 walk w latach 1931-39. Był w tym okresie oficjalnym zawodowym mistrzem Polski wagi lekkiej walcząc o ten tytuł trzykrotnie z Teodorem Wochnikiem (1931-zwycięstwo w 10 rundach na punkty), Romanem Strużyną (1933-zwycięstwo przez przewagę) i Alfredem Wrazidło (1939-zwycięstwo przez przewagę w 11 rundzie). W swojej karierze pokonał zawodowych mistrzów Niemiec:Harry Steina, Fritza Reppela i zdolnego Polaka z Francji Kida Polana. Według ostatnich badań Jan Górny stoczył na zawodowym ringu 31 walk, z których 17 wygrał 5 zremisował i 9 przegrał choć jest to z pewnością rekord niekompletny.
W czasie II wojny światowej Górny został wcielony do Wehrmachtu. W czasie walk we Francji został ciężko ranny i zmarł w amerykańskim szpitalu.